# Deir Nidham
Deir Nidham (àrab: دير نظام, Dayr Niẓām) és una vila palestina en la governació de Ramal·lah i al-Bireh al centre de Cisjordània, situada 23 kilòmetres al nord-oest de Ramal·lah, a 590 metres sobre el nivell del mar. Segons l'Oficina Central d'Estadístiques de Palestina (PCBS), tenia 1.125 habitants en 2016.

## Història
S'hi han trobat pots i ceràmica de les eres romana d'Orient, croada/aiúbida i mameluca.

### Època otomana
En 1517 la vila fou incorporada a l'Imperi Otomà amb la resta de Palestina i s'hi ha trobat ceràmica dels primes anys del domini otomà. En els registres fiscals de 1596 apareix com a Dayr an-Nidam, situada a la nàhiya de Jabal Quds al liwà d'al-Quds. La població era de 4 llars musulmanes. Pagaven un tipus impositiu del 25% en productes agrícoles, com el blat, ordi, oliveres, vinyes i fruiters, cabres i ruscs, a més d' "ingressos ocasionals"; un total de 1.200 akçe.
En 1863 Victor Guérin la va visitar i la va descriure com a mig arruïnada i habitada només per un centenar de fellahins. Algunes cisternes, parcialment omplertes i una sèrie de pedres antigues, disperses a terra o reutilitzades, li van demostrar que havia estat un antic poblament. Una llista de pobles otomans de 1870 deia que el poble tenia 59, en un total de 17 cases, tot i que el recompte de població només incloïa homes.
En 1882 el Survey of Western Palestine del Fons per a l'Exploració de Palestina la va descriure: «Un petit vilatge en un punt alt, amb oliveres al voltant. Es troba just a sobre de les ruïnes de Tibneh, i s'obté aigua de l'Ain Tibneh.»
En 1896 la població de Der en-nizam era estimada en unes 147 persones.

### Època del Mandat Britànic
En el cens de Palestina de 1922, organitzat per les autoritats del Mandat Britànic, la població de Deir Nidham (Dair Inzam) era de 106 musulmans. incrementats en el cens de 1931 a 166 musulmans en 34 cases.
En 1945 la població era de 190 musulmans, mentre que l'àrea total de terra era de 1,938 dúnams, segons una enquesta oficial de terra i població. D'aquests, 514 eren plantacions i regadiu, 483 per a cereals, mentre 31 dúnams eren sòl edificat.

### Després de 1948
En la vespra de guerra araboisraeliana de 1948, i després dels acords d'armistici araboisraelians de 1949, Deir Nidham fou ocupada pel regne haixemita de Jordània. Després de la Guerra dels Sis Dies de 1967 va romandre sota l'ocupació israeliana.